# 接着斑
接着斑（せっちゃくはん、デスモソーム、デスモゾーム、英: desmosome、macula adherens、複数形:maculae adherentes）は、細胞が他の細胞に接着する構造の一種で、細胞結合の大枠の中の1つの接着装置に分類される。
接着斑の通常の英語「desmosome」は、古代ギリシア語のδεσμός（desmo、「結合、固く締めること」の意）とσῶμα（soma、「体、身体」の意）に由来している。接着斑のもう1つの英語「macula adherens」は「接着する点」という意味のラテン語に由来している。

## 用語の注意
日本語としては、接着斑よりデスモソーム、またはデスモゾームという呼称の方が多用されている。
英語の「focal adhesion」（adhesion plaquesと同一）も「接着斑」と翻訳される場合が少しあるが、「focal adhesion」は「desmosome」(macula adherens) とはまったく別物である。混乱を避けるため、「接着斑」という用語をここでの定義のように使用し、「focal adhesion」(adhesion plaques) は「接着点」または焦点接着'という用語を使用する。

## 位置付け
多細胞生物の細胞接着の大枠は、細胞結合である。その大枠の下に固定結合と連絡結合、閉鎖結合の3種類の中枠がある。その1つである固定結合の下に、ここで述べる接着斑（デスモソーム）と、接着結合、半接着斑（ヘミデスモソーム）の3小枠がある。
3小枠の違いは、接着相手の違いと接着装置を支える細胞骨格の違いである。接着結合は細胞骨格がアクチンフィラメントである。「接着斑」と「半接着斑」は細胞骨格が中間径フィラメントである。「接着斑」は「細胞-細胞接着」の接着装置で、「半接着斑」は「細胞-基質接着」の接着装置である。

## 歴史
19世紀後半、イタリアの病理学者ジュリオ・ビッツォゼーロ（Giulio Bizzozero、1846-1901）が、表皮の有棘層（ゆうきょくそう）に小さな高密度の結節を見つけた。この結節は、後に「ビッツォゼーロの結節」（nodes of Bizzozero）と呼ばれるが、彼は、「細胞-細胞接着」の接着構造と考えた。つまり、彼が最初に接着斑を発見したのである。
1920年、オーストリア・グラーツ医科大学のジョセフ・シェーファー（Josef Schaffer、1861-1939）が、ギリシア語の「desmo」（「結合、固く締めること」の意）と「soma」（「体、身体」の意）に因み、「desmosome」と命名した。
1950年代、1960年代、生物組織や細胞の微細構造の観察に電子顕微鏡が使用されるようになり、米国のキース・ポーター（Keith R. Porter、1912-1997）など多くの細胞生物学者が、接着斑の微細構造を観察し、記述した。
1974年、米国・ボストン医科大学のクリスチン・スケロウ（Christine J. Skerrow）とジェディオン・マトルトシー（A Gedeon Matoltsy）が牛の鼻の上皮から接着斑を単離し、分子量が230 kDa、210 kDa、140 kDa、120 kDa、90 kDa、75 kDa、60 kDaの7種類の主要な構成タンパク質を発見した。
スケロウとマトルトシーが生化学的な突破口を開いたことで、1980年代、抗体を用いたタンパク質の同定がさらに進み、接着斑の微細構造での局在も調べられ、構成タンパク質に関する研究が大きく前進した。ドイツがん研究センターのウェルナー・フランケ（Werner W. Franke）や米国・プリンストン大学のマルコム・スタインバーグ（Malcolm S.Steinberg）らの寄与が大きい。

## 構造

図3．接着斑の3次元模型。細胞接着タンパク質、細胞膜裏打ちタンパク質、中間径フィラメント

接着斑の2次元の断面（図1）では、2本の黒い平行線に見える。平行線の間は約30nmとかなり離れている。2本の黒い平行線の真中から左右が2つの細胞で、2本の黒い平行線の真中から左右対称に、右に3層、左に3層の構造がある。以下、1つの3層で説明する。
- Extracellular Core Region（ECR、desmoglea）：細胞外の部分。2本の黒い平行線を上空から見た「橋」に例えると、人が歩く部分（2本の黒い平行線の間）が細胞外で、そこに、細胞接着分子であるデスモグレイン（desmogleins）やデスモコリン（desmocollins）の細胞膜から飛び出た部分がある。細胞外で、デスモグレインは相手細胞のデスモグレインと、デスモコリンは相手細胞のデスモコリンと同親性結合（ホモフィリック結合、homophilic adhesion）をしている。
- Outer Dense Plaque（ODP）：2本の黒い平行線（橋の欄干）の細胞外側。細胞膜裏打ちタンパク質のプラコグロビン（plakoglobins）、デスモプラキン（desmoplakins）、プラコフィリン（plakophilins）が細胞接着分子に結合している領域[3]。
- Inner Dense Plaque（IDP）：2本の黒い平行線（橋の欄干）の細胞内側。細胞膜裏打ちタンパク質が中間径フィラメントに結合している領域。

## 構成分子

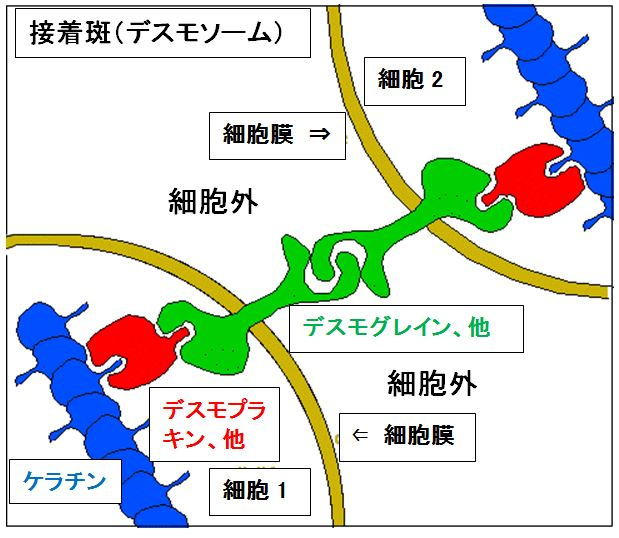
図4．接着斑の2次元模型。細胞接着タンパク質（緑色）、細部膜（黄緑色）、細胞膜裏打ちタンパク質（赤色）、中間径フィラメント（青色）

構成タンパク質の詳細は各論を参照されたい。全体像は、「細胞接着分子」も参照されたい。図3は専門用語が英語のままだが、図4（日本語）と共に、以下の構成タンパク質の存在部位を示した。付記した英語と対応されたい。
- 細胞接着分子（図3の緑色のcadherin。図4の緑色）:膜貫通タンパク質（transmembrane protein）である。
  - デスモグレイン（desmogleins）:カドヘリン・スパーファミリーの一員。
    - デスモグレイン1（desmoglein 1）
    - デスモグレイン2（desmoglein 2）
    - デスモグレイン3（desmoglein 3）
    - デスモグレイン4（desmoglein 4）

  - デスモコリン（desmocollins）:カドヘリン・スパーファミリーの一員。
    - デスモコリン1（desmocollin I）
    - デスモコリン2（desmocollin II）

  - コルネオデスモシン（corneodesmosin）：「角質細胞（corneocyte）の接着斑」（corneodesmosomes）の細胞接着分子
- 細胞膜裏打ちタンパク質（図3のAttachment plaque。図4の赤色）：接着構造を細胞の内側から支える。細胞内に接着のシグナル伝達もする。
  - プラコグロビン（plakoglobins）:アルマジロ （armadillo）・ファミリーの一員。デスモグレインやデスモコリンの細胞内部分に直接結合する。
  - デスモプラキン（desmoplakins）：プラキン（plakin）・ファミリーの一員。プラコグロビンやプラコフィリンに結合する。中間径フィラメントのケラチン（keratin）線維（図3の橙色（左）、灰色（右）。図4の青色）に結合する。
    - デスモプラキン1（desmoplakin I）
    - デスモプラキン2（desmoplakin II）

  - プラコフィリン（plakophilins）：アルマジロ （armadillo）・ファミリーの一員。
    - プラコフィリン1（plakophilin 1）
    - プラコフィリン2（plakophilin 2）

  - 中間径フィラメント（図3の橙色（左）、灰色（右）。図4の青色）
    - ケラチン（keratin）線維（filaments）:多くの上皮細胞
    - デスミン（desmin）線維（filaments）:心筋細胞

## 疾患
接着斑の異常で起こる有名な疾患は天疱瘡（てんほうそう、pemphigus）だが、接着斑は上皮細胞の「細胞-細胞接着」を担うので、接着斑の異常は皮膚病に直結する。たくさんの疾患が報告され研究されている。下記関連項目にリストのいくつかを示すが、特に、「接着斑タンパク質が原因の皮膚病の一覧」を参照されたい。ここでは2疾患の概略をしるす。
不整脈源性右室心筋症（arrhythmogenic right ventricular cardiomyopathy、ARVC）は、接着斑のタンパク質の変異で発症する。スポーツ選手の突然死の原因の1つである。右心室心筋が局所的に脂肪変性、線維化し、右心室拡大、右心室壁運動異常を起こす。右心室起源の心室性不整脈（心室頻拍）、心不全、突然死にいたる。年間発症率は1万人に1人だが、200人に1人は変異があり、不整脈源性右室心筋症にかかりやすい傾向がある。詳しくは不整脈源性右室心筋症を参照のこと。
別の疾患・ナクソス病（Naxos disease）は写真（図5）を示し、概説する。
ギリシャのナクソス島で最初の患者が記載されたのに因んで命名された遺伝病である。トルコ、イスラエル、サウジアラビア、日本にも患者はいる。特徴は、誕生時からモジャモジャの髪、生後1年で掌蹠角皮症（しょうせきかくかしょう、palmoplantar keratoderma）を発症、成人で浸透率100%の心筋ミオパチーを発症する。詳しくはナクソス病を参照のこと。